# Krönungsmantel

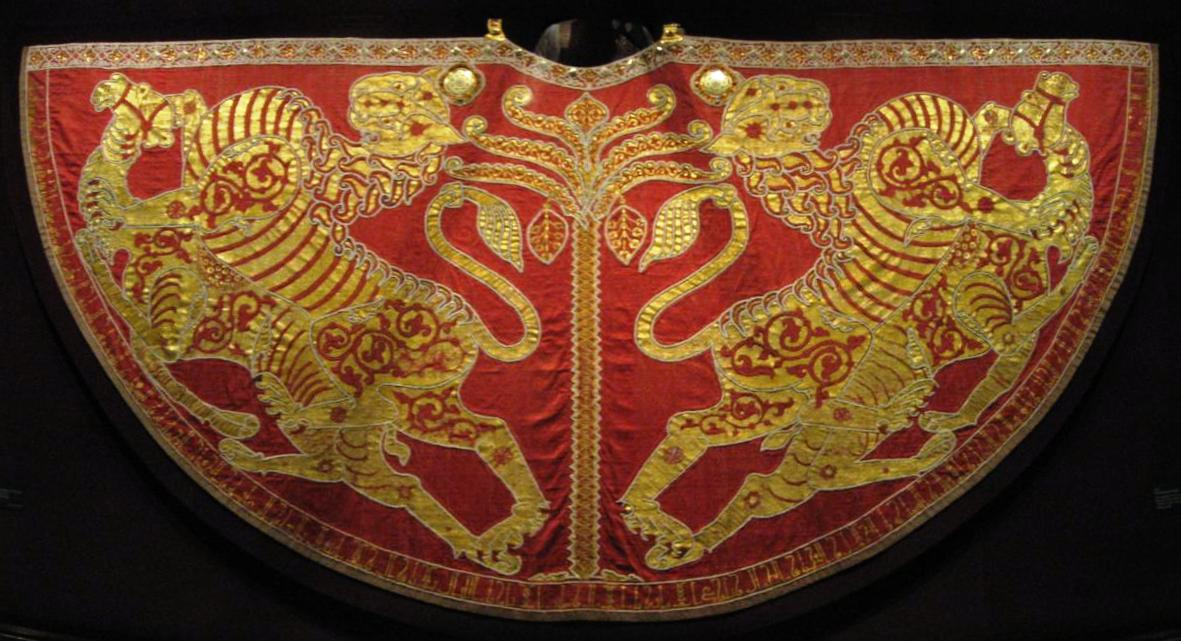
Der Krönungsmantel, heute in der Weltlichen Schatzkammer der Wiener Hofburg

Der Krönungsmantel (auch: Pluviale, lateinisch für Mantel) ist das Hauptstück des Krönungsornates der römisch-deutschen Kaiser und gehört zu den Reichskleinodien des Heiligen Römischen Reiches.
Der Mantel ist eine arabisch-normannische Arbeit aus einer sizilianischen Werkstatt des 12. Jahrhunderts. Er wurde vom 13. Jahrhundert bis zum Ende des alten Reiches von den meisten römisch-deutschen Kaisern bei ihrer Krönung getragen. Zusammen mit den anderen Krönungsinsignien wie Reichskrone, Reichsschwert und Reichsapfel wird der Mantel heute in der Weltlichen Schatzkammer der Wiener Hofburg ausgestellt.

## Gestalt, Ornamentik und Symbolik

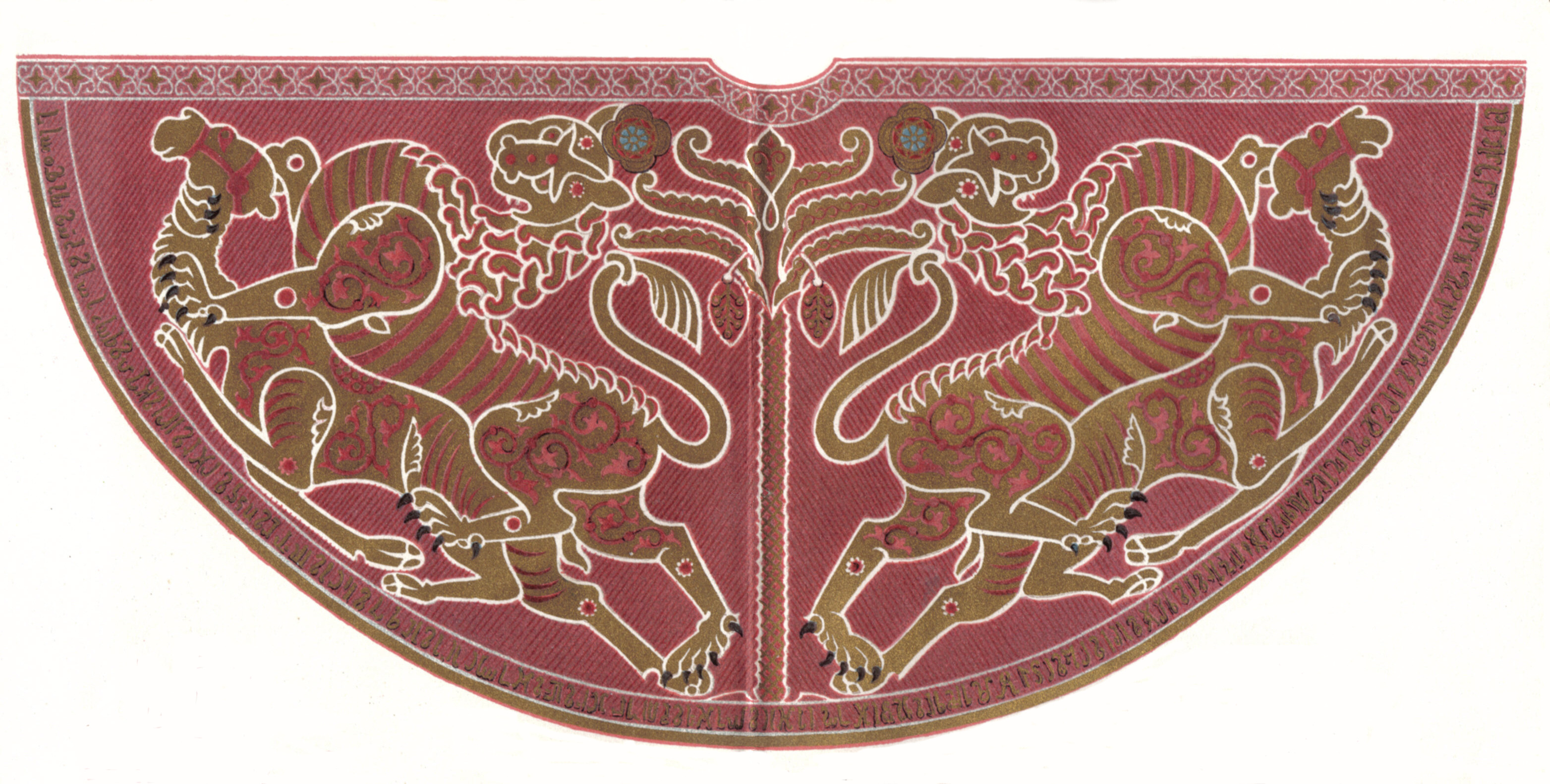
Detaillierte Darstellung des Krönungsmantels in Meyers Konversations-Lexikon von 1893

Die äußere Gestalt des Krönungsmantels spiegelt die verschiedenen kulturellen Einflüsse wider, die das Sizilien des 12. Jahrhunderts prägten: die der lateinischen und der griechisch-byzantinischen Christenheit und des Islam. Sowohl im Stilempfinden der arabisch-muslimischen Bevölkerungsgruppe als auch in dem der normannischen Eroberer spielte die Freude an stilisierender Ornamentik eine wichtige Rolle.
Der Krönungsmantel ist ein halbrunder, bis zum Boden reichender, offener Umhang. Er wurde nach Art eines Chormantels auf beiden Schultern liegend getragen. Er ist 342 Zentimeter breit, besteht aus mit indischem Rotholz und Kermes rot gefärbter, geritzter Seide, dem so genannten Samit, und ist mit Goldfäden, über 100.000 Perlen und Emailplättchen reich bestickt. Insgesamt wiegt der Mantel elf Kilogramm.
Die ornamentalen Stickereien sind Manifestationen königlicher Macht: zwei spiegelbildlich dargestellte Löwen, jeder ein Kamel schlagend. Zwischen den beiden Löwen erhebt sich eine stilisierte Palme in der Art eines Lebensbaumes. Die ursprünglich altorientalischen Motive wurden der islamischen Kunst entlehnt. Die genaue Bedeutung des Bildmotivs ist nicht geklärt. Bekannt ist, dass der Löwe oft zur Darstellung der Macht des Herrschers verwendet wurde und das Wappentier der Hauteville war, der normannischen Königsdynastie von Sizilien. Die meisten Deutungen gehen davon aus, dass die Löwen, die zwei Kamele schlagen, den Sieg der Normannen über die Sarazenen symbolisieren, die Sizilien zuvor beherrscht hatten. Dagegen spricht allerdings, dass die symbolische Darstellung der Araber oder des Islam als Kamel in mittelalterlichen Quellen nicht belegt ist. Vermutet wurden gelegentlich auch astrologische Zusammenhänge. William Tronzo vermutet, dass die Stickereien Teil eines normannischen visuellen Vokabulars sei und dass dementsprechend die Darstellung auf dem Mantel, so zu deuten sei, dass das Kamel als Symbol schlechter Herrschaft vom Löwen besiegt werde.
Dem Mantelsaum folgend, verläuft eine in arabischer Sprache gehaltene, im kufischen Stil gestaltete Stickerei.
Obwohl sie gut lesbar ist, werfen Übersetzung und Deutung bis heute Fragen auf, die nicht restlos beantwortet sind. Eine mögliche Übersetzung lautet:

„(Dieser Mantel) gehört zu dem, was in der königlichen Werkstatt (ḫizāna) gearbeitet wurde, in der das Glück und die Ehre, der Wohlstand und die Vollendung, das Verdienst und die Auszeichnung ihren Sitz haben, hier in der königlichen Werkstatt, die sich guter Aufnahme, herrlichen Gedeihens, großer Freigebigkeit und hohen Glanzes, Ruhmes und prächtiger Ausstattung und der Erfüllung der Wünsche und Hoffnungen erfreuen möge; hier, wo die Tage und Nächte im Vergnügen dahingehen mögen, ohne Ende und Veränderung; im Gefühle der Ehre, der Anhänglichkeit und fördernden Teilnahme im Glück und in der Erhaltung der Wohlfahrt, der Unterstützung und gehörigen Betriebsamkeit; in der Hauptstadt Siziliens im Jahre 528 der Hedschra.“

Die Inschrift ist in einer Form der arabischen Reimprosa, dem Sadschʿ, geschrieben, die vor allem im Koran Verwendung findet. Das genannte Jahr 528 der islamischen Zeitrechnung entspricht dem Jahr 1133 bzw. dem Jahr 1134 christlicher Zeitrechnung.
Das Futter des Mantels besteht aus buntem, mit Gold- und Silberfäden durchwirktem italienischem Damast. Es wurde offenbar im 16. Jahrhundert auf Veranlassung des Rats der Reichsstadt Nürnberg, in der die Reichskleinodien damals aufbewahrt wurden, neu in den Mantel eingefügt. Der Rat beschloss, den Mantel für die Kaiserkrönung Karls V. in Aachen im Jahr 1520 neu unterfüttern zu lassen. Diese Arbeit wurde im Nürnberger Klarissen-Kloster ausgeführt.
Unter diesem neueren Futter befindet sich auch noch die ursprüngliche Fütterung, die aus zwei Teilen besteht. Den größten Teil des inneren Mantels bedeckt ein Seidenstoff mit eigenartig gestuften Ornamenten, verschlungenen Drachenleibern, dazwischen Vögel, Menschen, grüne Ranken und goldene Blumen auf goldleuchtendem Grund. Entlang der geraden Borte sind fünf Stücke aus Goldbrokat aufgenäht, die sicher gleichzeitig mit dem übrigen Mantel angefertigt wurden. Wie das Löwenmotiv auf der Außenseite, so konnten auch die Darstellungen auf dem ursprünglichen Innenfutter noch nicht befriedigend gedeutet werden.

## Bedeutung des Mantels in der Krönungszeremonie
Dem Anlegen des Mantels während der Krönungszeremonie kam im Mittelalter hohe symbolische Bedeutung zu.
Der Begriff der Investitur, der damals die Einführung in ein hohes kirchliches Amt oder in einen neuen Lehnsbesitz bezeichnete, geht auf das lateinische Wort investire für einkleiden zurück. Die Einkleidung eines Herrschers in neue, geistliche Gewänder (Paramente) hob ihn nicht nur für jedermann sichtbar aus der Masse der Untertanen hervor, sondern dokumentierte vor allem seinen Übertritt vom weltlichen in den geistlichen Stand, denn das mittelalterliche Königtum war seit merowingischer Zeit von einer starken sakralen Aura umgeben.
In einer noch weitgehend schriftlosen, auf allgemeinverständliche Symbole angewiesenen Epoche dokumentierte das Anlegen der neuen Gewänder durch den Kaiser oder König dessen Eintritt in die geistliche, geheiligte Sphäre. Das Umlegen des Krönungsmantels war der Höhepunkt dieses Teils der Krönungszeremonie. Erst danach wurden ihm die Insignien seiner weltlichen Macht, zum Beispiel Zepter und Reichsschwert, verliehen.
Auch wenn spätestens seit der Zeit Friedrichs II. die Päpste den weltlichen Herrschern längst eine priestergleiche Würde abgesprochen hatten, blieb für die Laien die religiöse Symbolik der Einkleidung aber weiterhin von großem Gewicht.

## Geschichte

### Entstehung und erste Erwähnungen
Dank der aufgestickten Inschrift gehört der Krönungsmantel zu denjenigen Reichskleinodien, deren Herkunft weitgehend gesichert ist. Die Übersetzung der Inschrift gelang 1728 erstmals dem Altdorfer Universitätsprofessor Johann Heinrich Schulze. Danach wurde der Mantel im Jahre 528 der islamischen Zeitrechnung geschaffen. Dies entspricht dem Jahr 1133/34 des Gregorianischen Kalenders. Daher ist die nicht selten verwendete Bezeichnung Krönungsmantel Rogers II. falsch, da diese den ersten Besitzer mit der späteren Funktion verbindet. Roger II. wurde bereits im Jahre 1130 zum König gekrönt – also vor der Herstellung des Mantels.
Roger II. von Sizilien, aus der normannischen Dynastie Hauteville, war ein Mäzen der Künste und der Literatur. Er versammelte an seinem Hof in Palermo arabische und byzantinische Gelehrte, Dichter und Kunsthandwerker. Der Mantel wurde wahrscheinlich in der berühmten königlichen Werkstatt für Roger gefertigt, in der die normannischen Könige von Sizilien traditionell ihren Repräsentativschmuck fertigen ließen. Die im Palast des Königs oder in dessen unmittelbarer Nähe angesiedelten Hofwerkstätten, die mit den islamischen Tiraz-Werkstätten vergleichbaren Nobiles Officinae, bildeten eine einzigartige Produktionsstätte für Werke der Schatzkunst. Die Arbeiten dieser Werkstatt weisen eine Fülle von Materialien auf und eine erstaunliche Vielfalt von Motiven aus unterschiedlichsten Kulturen.
Diese Vielfalt ergab sich aus der damaligen ethnischen Zusammensetzung der Bevölkerung Siziliens aus Lateinern, Griechen und Arabern, ebenso wie aus dem Nebeneinander von römisch-katholischen, griechisch-orthodoxen, muslimischen (siehe auch Islam in Italien und Geschichte Siziliens) und jüdischen Gläubigen. Alle diese Volks- und Religionsgruppen waren in den königlichen Werkstätten vertreten. So schufen die griechisch-byzantinischen Handwerker Goldschmiedearbeiten und Textilien. Die Arbeiten mit Elfenbein, der Bronzeguss und eben die Stickerei waren die Domäne der sarazenischen Künstler. In der Architektur dieser Zeit wird die Zusammenarbeit dieser Bevölkerungsgruppen in dem Arabisch-byzantinisch-normannischen Baustil sichtbar.
Der kostbare rote Seidenstoff dürfte byzantinische Importware gewesen sein. Denn nach einem Bericht Ottos von Freising kamen erst 1147 erstmals byzantinische Seidenweber nach Sizilien, die bei einem Vorstoß der sizilianischen Flotte nach Griechenland gefangen genommen worden waren. Die verschiedenen verarbeiteten Stoffe des Mantels sind insgesamt handwerklich hervorragende Leistungen der Webkunst, die zugleich als besonderes Merkmal reiche figürliche Darstellungen bieten.
Ob und bei welchen Anlässen Roger den Mantel getragen hat, ist nicht bekannt. Aus dem Jahr der Entstehung des Mantels sind keine besonderen feierlichen Ereignisse überliefert. Die Gestaltung und die verwendeten Materialien legen zwar nahe, dass er als Repräsentationsgewand entstand, aber das prächtige Stück wird in den Quellen der normannischen Zeit nicht erwähnt.

### Übergang in Reichsbesitz
Rogers Tochter und Erbin Konstanze von Sizilien heiratete 1186 den römisch-deutschen Kaiser Heinrich VI. Er vereinigte gegen den Widerstand der Bevölkerung, des Adels und des Papstes – Sizilien war päpstliches Lehen – das süditalienische Herrschaftsgebiet mit dem Reich und ließ sich 1194 im Dom von Palermo zum König von Sizilien krönen.
Den normannischen Kronschatz, dessen bekanntestes Stück der Krönungsmantel ist, ließ er nach Deutschland auf die staufische Burg Trifels in der Pfalz bringen. Für diesen Transport sollen 150 Maulesel nötig gewesen sein. Ob der Mantel bei dieser Gelegenheit nach Deutschland gelangte, ist nicht sicher, da er vor 1246 nie in Quellen erwähnt wurde.
Als Nachfolger Heinrichs VI. könnte Philipp von Schwaben den Mantel erstmals bei einer Krönung zum römisch-deutschen König getragen haben. Dies lässt sich jedoch ebenso wenig belegen, wie die früher vermutete Verwendung bei der Kaiserkrönung Friedrichs II. im Jahre 1220 in Rom. Die neuere Forschung geht davon aus, dass Friedrich bei dieser Gelegenheit den in der Kathedrale von Metz aufbewahrten Mantel mit vier nimbierten Adlern trug. Die anderen Stücke der Reichskleinodien, die aus dem normannischen Schatz stammen – die Schuhe, die Strümpfe und die Alba – wurden bei dieser Gelegenheit wohl von Friedrich verwendet. Außerdem ließ er sich ein Paar Handschuhe aus roter Seide anfertigen, die heute ebenfalls zu den Reichskleinodien gehören.
Erstmals erwähnt wird der Mantel im Inventar der Burg Trifels aus dem Jahr 1246 als „kaiserlichen Mantel mit edlen Steinen“.
Dass der Mantel stark von islamischer Kunst und Kultur geprägt war, stellte kein Hindernis dafür dar, ihn bei der Krönung des christlichen römisch-deutschen Kaisers zu verwenden. Dies hat wahrscheinlich mit seinem hohen Materialwert und der prachtvollen Ausführung zu tun, vor allem aber mit der Farbe des Mantels. Denn Purpur war bereits während des Römischen Reiches auf Grund seiner Seltenheit und Kostbarkeit nur dem Kaiser vorbehalten.
Im Laufe der Jahrhunderte ging das Wissen um die Herkunft des Mantels teilweise wieder verloren. In der deutschsprachigen Übergabeurkunde der Reichskleinodien an König Karl IV. aus dem Jahre 1350 wird der Mantel mit folgender Beschreibung erwähnt:

„Ein rother Mantel Sant Carls mit zween loeben gewürkt von guten Gestein, Perlen und Golde“

Daraus geht hervor, dass man damals den Mantel wie auch die Reichskrone fälschlicherweise auf den 1165 heiliggesprochenen Karl den Großen zurückführte.

### Aufbewahrung in Nürnberg

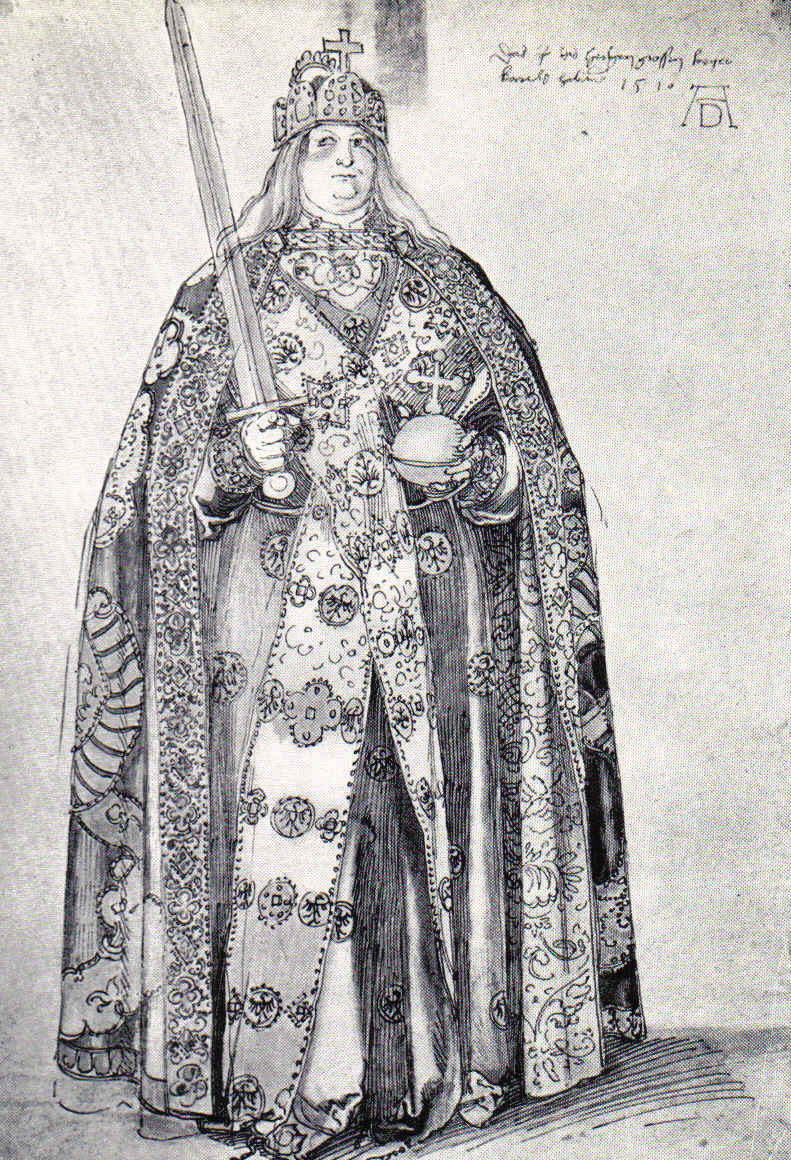
Skizze zum Idealbild Karls des Großen mit den Reichskleinodien, gemalt 1513 von Albrecht Dürer. Der Mantel ist darauf gut zu erkennen.

Die weitere Geschichte des Mantels ist untrennbar mit der der anderen Reichskleinodien (siehe dort) verbunden.
Mit diesen wurde der Mantel während des Hoch- und Spätmittelalters an verschiedenen Orten im Reich aufbewahrt: Zunächst auf dem Trifels, später unter anderem in der Burg Karlštejn bei Prag, damals Hauptresidenz der Luxemburger-Dynastie, oder in der Reichsabtei Hersfeld.
Im Jahre 1423 erhielt die Freie Reichsstadt Nürnberg vom römisch-deutschen König Sigismund aus dem Haus Luxemburg das Privileg, die Reichskleinodien auf „ewige Zeiten, unwiderruflich und unanfechtbar“ aufzubewahren. Dies wurde notwendig, da auf Grund der Hussitenkriege der damalige Aufbewahrungsort in Prag nicht mehr sicher war. In einer im Chor der Nürnberger Heilig-Geist-Kirche aufgehängten Truhe wurden die Reichskleinodien bis kurz vor dem Ende des alten Reiches aufbewahrt. Einmal im Jahr wurden sie bei der sogenannten Heiltumsweisung öffentlich gezeigt.
Am 3. April 1764 wurde Joseph II. noch zu Lebzeiten und in Anwesenheit seines Vaters, Kaiser Franz I., in Frankfurt zum römisch-deutschen König gekrönt. Aus diesem Anlass wurde für Franz I. ein zweiter Krönungsmantel angefertigt, der dem ersten nachgebildet war. Die gelungene Ausführung dieser Arbeit belegt eine Schilderung des Augenzeugen Johann Wolfgang von Goethes in seinem Werk Dichtung und Wahrheit I,5:

„Des Kaisers Hausornat von purpurfarbener Seide, mit Perlen und Steinen reich geziert, sowie Krone, Szepter und Reichsapfel fielen wohl in die Augen: denn alles war neu daran, und die Nachahmung des Altertums geschmackvoll.“

Goethe irrte jedoch mit der Aussage, auch die Krone sei eine Nachbildung gewesen. Vielmehr trug Franz I. bei diesem Anlass die Mitrenkrone Kaiser Rudolfs II., die ein halbes Jahrhundert später zur Krone des Kaisertums Österreich wurde.

### Aufbewahrung in Wien

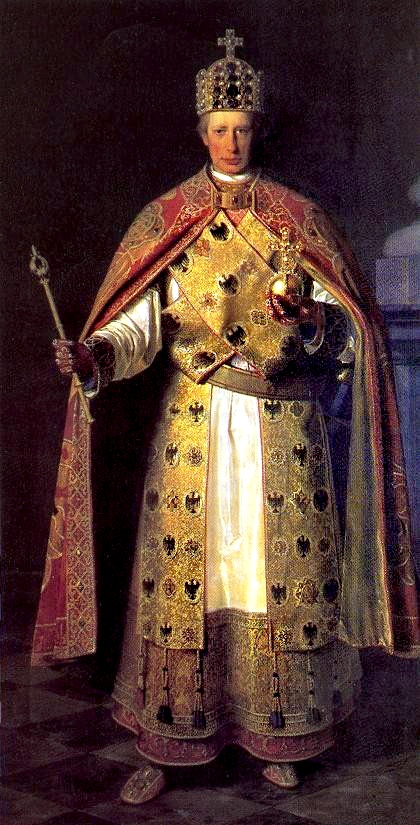
Kaiser Franz II. mit den Reichsinsignien – Krönungsmantel auf einem Gemälde von Ludwig Streitenfeld, 1874

Im Laufe der Koalitionskriege, die der Französischen Revolution des Jahres 1789 folgten, wurde Nürnberg 1796 von Truppen des Generals Jean-Baptiste Jourdan besetzt. Um die Reichskleinodien dem Zugriff der französischen Eroberer zu entziehen, hatte der Rat der Stadt bereits vorher ihren Abtransport nach Regensburg veranlasst, wo sie dem kaiserlichen Kommissär beim Reichstag übergeben wurden. Dieser ließ sie im Oktober des Jahres 1800 in einer geheimen Aktion nach Wien bringen.
Franz II., der letzte Kaiser des Heiligen Römischen Reiches Deutscher Nation, ließ wenig später auch die in Aachen aufbewahrten Teile des Reichsschatzes in seine Residenzstadt holen. Damit wollte er verhindern, dass Napoléon Bonaparte sie für seine Kaiserkrönung im Jahr 1804 nutzen und so seinem Protektorat über den Rheinbund eine auf kaiserlichen Traditionen beruhende Legitimität verleihen könnte.
Auf Initiative des Nürnberger Oberbürgermeisters Willy Liebel ließ Adolf Hitler den Krönungsmantel und die anderen Reichskleinodien 1938 noch einmal nach Nürnberg verlagern, um eine symbolische Verbindung zur damaligen „Stadt der Reichsparteitage“ und den Vorstellungen von einem „Großdeutschen Reich“ herzustellen. Nach dem Zweiten Weltkrieg veranlasste die amerikanische Militärregierung jedoch ihre Rückführung nach Wien. Seit 1946 werden sie wieder in der Weltlichen Schatzkammer der Hofburg aufbewahrt und ausgestellt.